# دومنیکو کاپلو
دومنیکو کاپلو (به ایتالیایی: Domenico Capello) بازیکن فوتبال و اهل ایتالیا است که از سال ۱۹۱۰ میلادی عضو تیم ملی فوتبال ایتالیا بوده و در ۲ بازی ملی حضور داشته‌است. او در بازی‌های ملی‌اش گلی به ثمر نرساند.
دومنیکو کاپلو آخرین بازی ملی خود را در سال ۱۹۱۰ میلادی انجام داد.